# Rendição

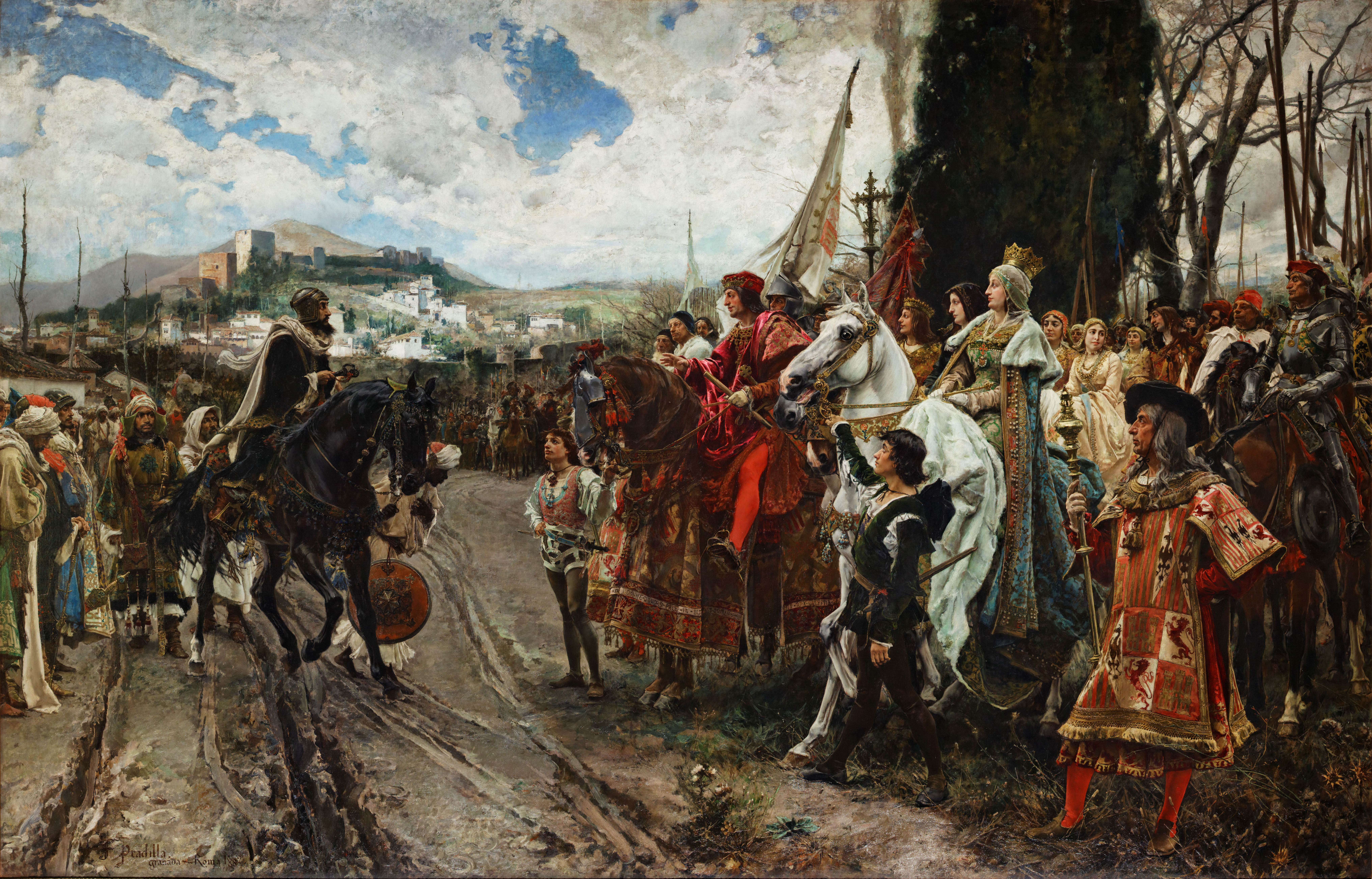
Quadro retratando a rendição dos muçulmanos em Granada durante a Reconquista.

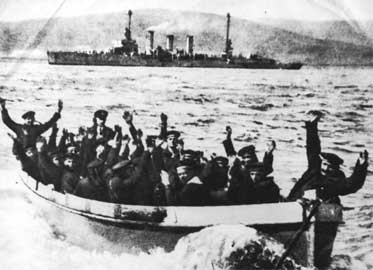
Marinheiros alemães se rendendo, durante o Afundamento da frota alemã em Scapa Flow.

Rendição, na terminologia militar, é a renúncia ao controle sobre território, combatentes, fortificações, navios ou armamentos para uma outra potência. Uma rendição pode acontecer pacificamente, sem luta, ou como resultado de uma derrota em batalha. Um estado soberano também pode se render após ser derrotado em guerra, normalmente assinando um tratado de paz ou uma capitulação. Uma rendição no campo de batalha, seja por indivíduos ou quando ordens são dadas por oficiais, normalmente resulta naqueles que estão se rendendo a se tornar prisioneiros de guerra.

## Definição e etimologia
Merriam-Webster define "rendição" como "a ação de entregar a própria pessoa ou entregar a posse de algo especialmente em poder de outra", e traça a etimologia do inglês médio surrendre, do francês sur- ou sus-, suz "sob"+ rendre "para retribuir"; isto, por sua vez, é definido pelo Dicionário de Inglês da Universidade de Michigan como significando "A entrega de uma propriedade, uma concessão de terras ou uma participação na propriedade para a pessoa que detém o direito a ela", ou, em lei, "a renúncia de cartas patentes ao rei", ou "a retribuição ou devolução de algo".

## História
Uma bandeira branca ou lenço é frequentemente usado ou pretendido como um sinal de desejo de rendição, mas no direito internacional, representa simplesmente o desejo de uma negociação que pode ou não resultar em uma rendição formal. Normalmente, uma rendição envolverá a entrega de armas; o oficial comandante de uma força em rendição oferece simbolicamente sua espada ao comandante vitorioso. Os combatentes individuais podem indicar uma rendição descartando as armas e levantando as mãos vazias e abertas acima da cabeça; Bandeiras e insígnias são içadas ou enroladas, e as cores dos navios são marcadas.

## Processo
Quando as partes concordam com os termos, a entrega pode ser condicional; isto é, a parte que se entrega concorda em se submeter somente depois que o vencedor faz certas promessas. Os líderes do grupo que se rendeu negociam privilégios ou compensação pelo tempo, despesas e perda de vidas salvas pelo vencedor por meio do fim da resistência.
Alternativamente, em uma rendição arbitrária (rendição incondicional), o vencedor não faz promessas de tratamento e define unilateralmente o tratamento da parte vencida. Um dos primeiros exemplos de rendição militar é a derrota de Cartago pelo Império Romano no final da Segunda Guerra Púnica. Com o tempo, leis e costumes de guerra geralmente aceitos foram desenvolvidos para tal situação, a maioria dos quais são estabelecidos na Convenção de Haia de 1907 e nas Convenções de Genebra. Normalmente, um beligerante concordará em se render incondicionalmente apenas se for completamente incapaz de continuar as hostilidades. Tradicionalmente, uma cerimônia de rendição era acompanhada pelas honras de guerra.
A Terceira Convenção de Genebra afirma que os prisioneiros de guerra não devem ser maltratados ou abusados. A política do Exército dos EUA, por exemplo, exige que as pessoas rendidas sejam protegidas enquanto são evacuadas do campo de batalha.
Embora não seja uma lei militar formal, o Código da Força de Combate dos Estados Unidos proíbe a rendição, a menos que "todos os meios razoáveis de resistência [sejam] exauridos e ... a morte certa seja a única alternativa": o Código afirma: "Nunca me renderei livre arbítrio. Se estiver no comando, nunca entregarei os membros do meu comando enquanto eles ainda tiverem meios de resistir". 

## Falsa rendição
A falsa rendição é um tipo de perfídia no contexto da guerra. É um crime de guerra ao abrigo do Protocolo I da Convenção de Genebra. Falsas rendições são geralmente usadas para tirar o inimigo do esconderijo e atacá-lo desprevenido, mas podem ser usadas em operações maiores, como durante um cerco. Relatos de falsa rendição podem ser encontrados com relativa freqüência ao longo da história. Um dos exemplos mais infames foi a alegada rendição falsa das tropas britânicas em Kilmichael, durante a Guerra da Independência da Irlanda.